# Salomón Lerner Febres
Salomón Lerner Febres (* Lima, 19 de julio de 1944), filósofo y profesor universitario del Perú. Ex rector de la Pontificia Universidad Católica del Perú y actual Presidente ejecutivo del Instituto de Democracia y Derechos Humanos de la PUCP - IDEHPUCP.

## Biografía
El hijo de un padre judío y una madre católica, ambos devotos en su fes respectivas, estudió de joven en el Colegio La Salle en Lima. Ingresó en el primer puesto a la Pontificia Universidad Católica del Perú y, concluidos los dos primeros años de Letras, cursó las carreras de Letras y Derecho , graduándose con la tesis La idea del Derecho en la Psicología Jurídica de Gustav Radbruch. Es doctor en Filosofía por la Universidad Católica de Lovaina (Bélgica). También ha seguido estudios posdoctorales en las Universidades de Berlín y Colonia (Alemania).
Tuvo diversos empleos en la Pontificia Universidad Católica del Perú desde 1962, habiendo sido primero Jefe de Prácticas, Profesor Principal, Decano, Director Académico de Investigación, Vicerrector, elegido Rector en julio de 1994 y reelecto en 1999. Además, es actual Presidente ejecutivo del Instituto de Democracia y Derechos Humanos de la PUCP -IDEHPUCP. Asimismo, fue profesor en el Colegio San Pablo, un internado inglés en Chaclacayo.
En su carrera como administrativo Lerner fue vicepresidente de la Región Andina de la Unión de Universidades de América Latina (UDUAL) y luego presidente de la misma. En el 2001 fue elegido presidente de la Comisión de la Verdad y de la Reconciliación en la que investigó los hechos ocurridos durante los veinte años de violencia política en el Perú entre 1980 y 2000.

## Publicaciones
- Introducción a la Filosofía, Fondo Editorial PUCP,1975,439 pgs.
- Comentarios y reflexiones en torno al documento "Presencia de la Iglesia en la Universidad y en la cultura universitaria, PUCP,1995,32 pgs.
- Homenaje a Luis Jaime Cisneros, PUCP,1998,34 pgs.
- Verdad y reconciliación, reflexiones éticas. CEP. Instituto Bartolomé de las Casas, Cuzco, 2002, 279pgs.
- La rebelión de la memoria: selección de discursos 2001-2003, PUCP,2004
- Universidad, Fe y Razón. Discursos de apertura de los años académicos 1995-2004 en la PUCP, Editorial PUCP,2007.

## Reconocimientos
- Doctor honoris causa de la Universidad Nacional de San Agustín de Arequipa.
- Doctor honoris causa de la Universidad Nacional de Piura.
- Rector Emérito de la Pontificia Universidad Católica del Perú, 6 de julio de 2004.
- Miembro número de la Academia Peruana de la Lengua.
- La Defensoría del Pueblo le concedió la medalla de la institución "en mérito a su trayectoria pública, comprometida con la defensa y promoción de los derechos humanos, de la constitucionalidad y el sistema democrático".[2]
- Recibió el título de Caballero de la Orden Nacional de la Legión de Honor del Gobierno de Francia, el 9 de abril de 2002.
- La Universidad La Sorbona (París) le otorgó la distinción de Doctor honoris causa (diciembre del 2009), la ceremonia se realizó el 9 de junio de 2011.
- Medalla de Honor del Congreso de la República del Perú en la Orden Gran Cruz, en el 2004.
- El Gobierno de Chile le otorgó la Orden Bernardo O´Higgins, en 1997.
- La Fundación Friedrich Ebert Stiftung de Berlín, Alemania, le otorgó el Premio de Derechos Humanos, en septiembre del 2005.
- La Unión de Universidades de América Latina (UDUAL), le concedió el premio Doctor Carlos Martínez, en el 2009.
- El Estado peruano le entregó las Palmas Magisteriales en el Grado de Amauta, en reconocimiento a su destacada trayectoria académica y profesional, el 6 de julio de 2006.
- La Pontificia Universidad Católica del Perú le entregó la medalla de honor R.P. Jorge Dintilhac, SS.CC. en mérito a su relevante gestión como rector y a su profundo compromiso cívico con la sociedad peruana.
- Presidente del Consejo del KAAD de Buenos Aires (mayo de 2008).
- El gobierno de Polonia le entregó la Orden al mérito en el grado de Gran Oficial, en el 2002.
- La Policía Nacional del Perú le entregó la orden al mérito en el grado de Gran Oficial, en el 2003.

| Predecesor: Hugo Sarabia Swett Rector de la Pontificia Universidad Católica del Perú | Rector de la Pontificia Universidad Católica del Perú 6 de julio de 1994 - 6 de julio de 2004 | Sucesor: Luis Guzmán-Barrón Sobrevilla Rector de la Pontificia Universidad Católica del Perú |